# NGC 317A
NGC 317A في الفهرس العام الجديد، هي مجرة، تقع في كوكبة المرأة المسلسلة. اكتشفت في أكتوبر 1885 بواسطة لويس سويفت.

## روابط خارجية
- NGC 317A على موقع ويكي سكاي: DSS2, SDSS, GALEX, IRAS, Hydrogen α, X-Ray, Astrophoto, Sky Map, Articles and images